# Tallula
Tallula – wieś w Stanach Zjednoczonych, w stanie Illinois, w hrabstwie Menard.